# Tratado de Segurança Bilateral Austrália-Ilhas Salomão
O Tratado de Segurança Bilateral Austrália-Ilhas Salomão (título completo: Acordo entre o Governo da Austrália e o Governo das Ilhas Salomão sobre a Base para a Implementação de Polícia, Forças Armadas e outros Contingentes para as Ilhas Salomão) é um tratado entre a Austrália e as Ilhas Salomão assinado em 2017 e que entrou em vigor em 2018. Substitui o tratado da Missão de Assistência Regional para as Ilhas Salomão, que expirou em 2017, quando o pessoal australiano foi retirado.
O tratado permite que a polícia australiana, a defesa e o pessoal civil se desloquem para as Ilhas Salomão para auxiliar com uma variedade de ameaças à segurança, incluindo desastres naturais, quando ambos os governos concordarem.
O tratado foi invocado em novembro de 2021, quando o governo das Ilhas Salomão solicitou assistência da Austrália para apoiar a Força Policial Real das Ilhas Salomão na restauração da ordem durante os distúrbios de 2021.